# Cuartelazo
Pour plus de détails, voir Fiche technique et Distribution.
Cuartelazo est un film mexicain réalisé par Alberto Isaac, sorti en 1977.
Il s'agit d'un film historique traitant de la révolution mexicaine.

## Fiche technique
- Réalisation : Alberto Isaac
- Scénario : Alberto Isaac, Héctor Ortega, María Antonieta Domínguez
- Production : Alberto Isaac
- Photographie : Daniel López
- Musique : Raúl Lavista
- Production management : Luis Bekris
- Montage : Alfredo Rosas Priego
- Scénographie et décor : Lucero Isaac, Ernesto Carrasco
- Maquillage : Margarita Ortega
- Direction artistique : Jorge Fernández
- Son : Javier Mateos, Abraham Cruz
- Pays : Mexique
- Genre : Action, drame, historique et guerre
- Durée : 117 minutes
- Format : Noir et blanc
- Date de sortie : 5 mai 1977

## Distribution
| - Héctor Ortega : Belisario Domínguez - Bruno Rey : Gen. Victoriano Huerta - Arturo Beristáin : Sebastián Quiroga - Eduardo López Rojas : Villista general - José Angel Espinosa : Manuel Gutiérrez Zamora - Ignacio Retes : Colonel rebelle - Alejandro Parodi : José Ma. Iglesias Calderón - Carlos J. Castañon : Lt. Díaz - Delia Casanova : Soldate - Manuel Dondé : Jesús Fernández - Ramón Menéndez : Venustiano Carranza - Ricardo Fuentes : Juge - Roberto Dumont : Lind - Mario Castillón Bracho : Aldape - Armando Pascual : Manager - Armando Pacheco : Président du Sénat - Edmundo Domínguez Aragonés : Homme en voiture - César Sobrevals : Homme aux funérailles - Francisco Llopis : Sénateur - Francisco González : Traducteur - Miguel Ángel Ferriz : Ricardo - Ernesto Bañuelos : Lucio Blanco - José Nájera : Sénateur Calero - Emilio González : Espinosa - Ricardo Fuentes : Juge - Enrique Muñoz : Capitaine de prison - Héctor López : Homme à la cape - Guillermo Ayala : Félix Díaz - Inés Murillo - Rubén Hernández Monterrubio : Soldat - Roberto Ruiz : Sous-lieutenant - Alfredo Lara : Sénateur maderiste - Lucila Retes - Agustín Silva - Florencio Castelló : Banquier | - Victorio Blanco : Banquier - Adriana Taffan : María Hernández - Jesús Duarte : Ramírez - David Arellano - Jesús Juárez : Général - Jaime M. Chaires : Lieutenant - Héctor Sáez : de la Garza - Martín Palomares : Le fils de Huerta - Juan Antonio Marroz : Docteur - Carlos Vendrell : Mondragón - Matías Corona : Jeune homme en prison - Gonzalo Lara : Policier - Ángel Morales - Fernando Pinkus : Capt. Braceda - Fabio de Jesús Ramírez : ambassadeur Manuel Márquez Sterling - Humberto Johnson : Sentinelle - Eduardo Borja : Représentant - Adriana Rojo : L'épouse de Huerta - Antonio Leo : Matarratas - Christa Walter : Mrs. Lind - Juan José Martínez Casado : Vieil homme au cimetière - Abel Woolrich : Capitaine - Tamara Garina : Femme russe - Luciano Hernández de la Vega : don Urbano - Victorio Blanco and Ignacio Peón : Vieil homme - Jesús Gómez : Officier Villista - Ramón Menéndez : Venustiano Carranza - Abel Woolrich : Capitaine - Carlos Aguilar : Col. Heriberto Jara - Lorenzo Aguilar : Chef du protocole - Salvador Garcini : Le barbier de Huerta - Fernando Gaxiola : Múgica - Ernesto Juárez : Photographe - Ildefonso Téllez : Maire - José Alcalde : Bernardo Reyes - Jorge Arvizu: Francisco I. Madero |

Caméos :
- Jaime Humberto Hermosillo
- Arturo Ripstein
- Gilberto Martínez Solares
- Alberto Isaac
- Ludwik Margules
- Guillermo Hernández
- Claudio Isaac